# The Endless
The Endless (deutsch etwa: Das Endlose oder Das Unendliche) ist ein US-amerikanischer Mystery-Film aus dem Jahr 2017. Für die Regie zeichneten Justin Benson und Aaron Moorhead verantwortlich.

## Handlung
Die Brüder Justin und Aaron leben in einer namentlich nicht genannten Stadt in prekären Verhältnissen. Beide waren vor zehn Jahren aus den Fängen einer Sekte geflohen, die einen Ufoglauben verfolgte und in deren ländlicher Kommune in Südkalifornien Justin und Aaron aufgewachsen waren. Der ältere Justin hatte die Flucht initiiert und war anschließend in den Medien als Kritiker der Sekte aufgetreten, der jüngere Aaron hingegen verbindet mit seiner Zeit in der Kommune vor allem materielle Sicherheit und Geborgenheit. Nachdem sie per Post eine geheimnisvolle Videokassette mit Aufnahmen aus der Kommune geliefert bekommen, fahren sie auf Drängen Aarons für einen Tag zum Ort ihrer Kindheit. Justin ist sehr skeptisch und will nicht ausschließen, dass das Video eine versteckte Andeutung eines bevorstehenden Massensuizids enthält.
In der Kommune werden sie freundlich aufgenommen. Nichts deutet auf ein bevorstehendes Ereignis hin, allerdings will auch niemand die Videokassette an die Brüder geschickt haben. Dass alle Mitglieder der Kommune aussehen wie zum Zeitpunkt der Flucht der Brüder vor zehn Jahren, schieben diese zunächst auf die gesunde Ernährung und das sorgenfreie Leben dort. Während Aaron schnell Anschluss an die Gemeinschaft findet und bei Justin durchsetzt, dass sie einen weiteren Tag in der Kommune bleiben, entdeckt Justin übernatürliche Phänomene, für die er zunächst keine Erklärung hat. Mitglieder der Gemeinde erläutern ihm später, dass eine nicht-menschliche, nicht näher definierte Entität in der Region präsent sei. Am zweiten Abend eskaliert ein Streit zwischen Justin und dem Sektenführer Hal um die Flucht der Brüder – Justin hatte Aaron in Teilen über den Charakter der Gruppe belogen, um ihn von seiner Vergangenheit zu lösen.
Justin beschließt, die Kommune sofort zu verlassen, Aaron entscheidet sich zu bleiben. Da sein Auto nicht anspringt, versucht Justin zu Fuß, zurück in die Zivilisation zu gelangen. Dabei verläuft er sich schnell und trifft auf weitere Bewohner der Region, die nicht zur Kommune gehören, so den Einzelgänger Carl und die Städter Mike und Chris. Es stellt sich heraus, dass in der Region verteilt unterschiedliche Zeitblasen existieren, innerhalb derer in ihr gefangene Menschen nach einer individuell bemessenen Zeit von der Entität auf grausame Weise getötet und wieder in ihre Zeitblase geworfen werden. Während Carl, Mike und Chris kurze Zeitzyklen haben und kurz vor Ende derselben Suizid begehen, um vor dem erneuten Eintauchen in die Zeitblase selbstbestimmt zu sterben, dauert der Zyklus der Kommune mehrere Tage, und die Mitglieder lassen sich am Ende in einer Art religiösem Akt von der Entität töten, um den Zyklus anschließend erneut zu durchlaufen.
Justin und Aaron machen sich unabhängig voneinander jeweils auf die Suche nach ihrem Bruder. Auf einem Berg treffen sie aufeinander und wandern zurück zur Kommune, die mittlerweile wegen des geendeten Zyklus verlassen ist; am Lagerfeuer entdecken die beiden noch Kleidungsreste der vorübergehend getöteten Bewohner. Aaron erwägt vorgeblich dennoch, in der Kommune zu bleiben, da ihm trotz der Aussicht auf einen wiederholten grausamen Tod das sorglose Leben innerhalb der Gemeinschaft gefalle. Als Justin widerwillig beschließt, aus Sorge um seinen Bruder bei ihm und damit ebenfalls in der Kommune zu bleiben, ändert Aaron seine Meinung schlagartig: Es sei ihm lediglich darum gegangen, einmal in der Beziehung der Brüder der Entscheider zu sein. Beide fliehen daraufhin, verfolgt von Manifestationen der Entität, mit ihrem Auto aus der Region.

## Entstehungsgeschichte
Die Regisseure Justin Benson und Aaron Moorhead hatten 2012 den Horrorfilm Resolution veröffentlicht, der auf demselben Landstrich spielt wie The Endless und zum Teil dieselben Akteure beinhaltet, sich jedoch auf die Charaktere Mike und Chris fokussiert. 2014 drehten die gemeinsam den Mystery-Film Spring.
Kernaussage des Films ist laut Benson und Moorhead eine Aufforderung zu Nonkonformität und antiautoritärem Verhalten, um im Leben aus auswegloser Routine auszubrechen. Die beiden Hauptfiguren des Films haben dieselben Vornamen wie die Regisseure, die aber eigenen Angaben zufolge die Charaktere als Gegenteil ihrer selbst anlegten. Zum Stil des Films äußerten Benson und Moorhead, dass sie gezielt veraltete Medien wie Videokassetten eingesetzt hätten, da Medien der Kindheit beim Zuschauer Angst erzeugen. Das Motiv für den drogenabhängigen Chris und Inspiration für den Konflikt zwischen Hal und Justin um weit zurückliegendes Unrecht war die Drogenabhängigkeit von Bensons Mutter und sein Verhältnis zu ihr, das zuletzt von Schuldeingeständnissen und Vergebung geprägt war. Bensons Mutter verübte während der Dreharbeiten zu The Endless Suizid.
The Endless feierte seine Premiere am 21. April 2017 beim Tribeca Film Festival in New York. Gezeigt wurde er unter anderem beim Belfast Film Festival, beim Fantastic Fest im texanischen Austin, beim Filmfest Oldenburg und bei den White Nights des deutschen Fantasy Filmfest 2018. Der Film hatte Ende Juni 2018 knapp 270.000 US-Dollar eingespielt.

## Rezeption
| Publikation     | Publikation     | Wertung |
| --------------- | --------------- | ------- |
| Filmstarts      | Filmstarts      | 60 %    |
| Irish Times     | Irish Times     | 80 %    |
| Slashfilm       | Slashfilm       | 90 %    |
| The Guardian    | The Guardian    | 80 %    |
| Rotten Tomatoes | Rotten Tomatoes | 97 %    |

Die Rezensionsdatenbank Rotten Tomatoes aggregiert 92 Rezensionen zu einem Mittelwert von 97 %. Das deutsche Filmportal Filmstarts sieht eine deutliche qualitative Zäsur zwischen Anfang und Ende des Films. The Endless starte als vielschichtiges Porträt zweier Brüder und überlasse die Bewertung der Sekte ungewöhnlicherweise dem Zuschauer, während derartige Gruppierungen in anderen Filmen für gewöhnlich negativ dargestellt werden, was Redakteur Christoph Petersen als „gelungene Provokation“ bezeichnete. Bereits im ersten Drittel zeichne sich für den Zuschauer aber bereits das übernatürliche Element des Films ab, der sich dann schnell „zu einem mit Zeitanomalien jonglierenden Mystery-Film“ wandle. Petersen lobte die Inszenierung der übernatürlichen Erscheinungen. Der britische Guardian lobte, es sei schwer, sich der düsteren Atmosphäre des Films zu entziehen. Es mache dem Zuschauer Spaß, die verzwickte Logik hinter den Geschehnissen zu entwirren, allerdings blieben einige Logiklücken. Redakteurin Wendy Ide zog als Fazit, The Endless sei „ein Möbiusband von einem Film“, der seinen Mangel an Budget durch zahlreiche verspielte Einfälle wettmache. Die Irish Times hob die Kameraarbeit und die Leistungen der Schauspieler positiv hervor. Der Film spiele gekonnt mit Wahrnehmung und Erwartungen des Zuschauers. Redakteur Donald Clarke zog Vergleiche zum Werk von Shane Carruth und sah in The Endless einen potenziellen Kultfilm, dessen Hintergründe sich erst bei mehrmaligem Sehen voll erschlössen. Slashfilm stellte heraus, dass The Endless Horror nicht durch Jump-Scares oder Spezialeffekte erzeuge, sondern durch die Beschäftigung mit etwas Ungreifbarem, was eine durch Angst und Schrecken geprägte Atmosphäre erzeuge, die lange anhalte. Der Film sei „präzise geschrieben, intelligent und lustig“ und werde noch jahrelang für Gesprächsstoff sorgen.